# Weißes Haus (Bischkek)
Das Weiße Haus ist ein Regierungsgebäude in der kirgisischen Hauptstadt Bischkek, das unter anderem das Büro des Präsidenten beherbergt.

## Gebäude
Das siebenstöckige Gebäude wurde 1985 im Stil des Neoklassizismus unter anderem von Urmat Alymkulow entworfen und als Parteizentrale der Kommunistischen Partei erbaut, nach der Unabhängigkeit Kirgisistans 1991 wurde das Weiße Haus zu einem Regierungsgebäude umfunktioniert. An der Vorderseite des Gebäudes befindet sich das Wappen Kirgisistans. Das Gebäude ist umgeben von einer Gartenanlage, die von roten Blumen geprägt ist. Diese symbolisierten bei der Erbauung den Kommunismus, heute entsprechen sie der Nationalfarbe des unabhängigen Kirgisistan.

## Geschichte

### Tulpenrevolution 2005
Im März 2005 kam es nach umstrittenen Wahlen zu Protesten gegen Präsident Askar Akajew. Demonstranten versammelten sich vor dem Gebäude und lieferten sich Kämpfe mit Sicherheitskräften. Schließlich stürmten Aufständische das Gebäude und Akajew musste fliehen.

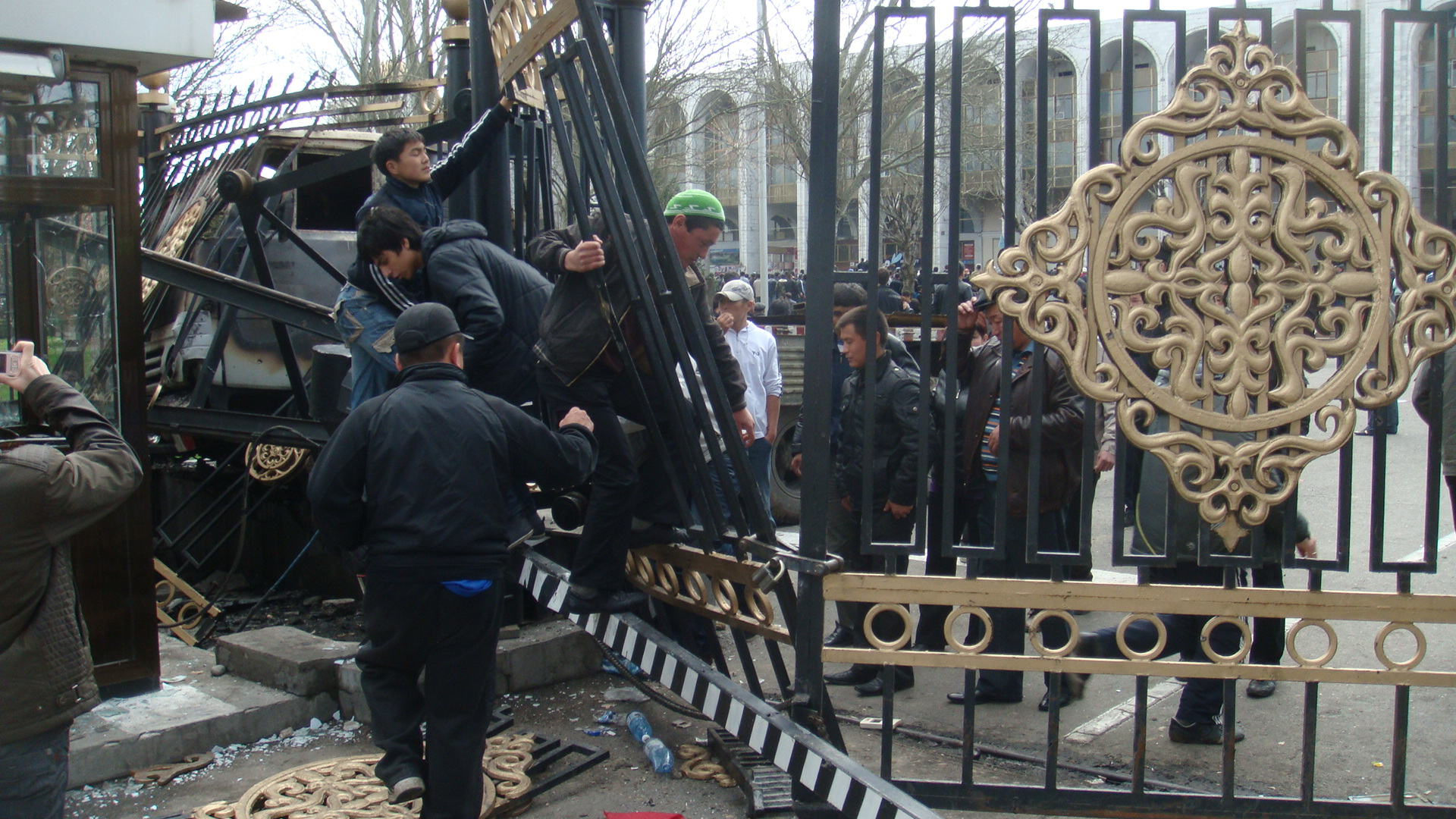
Unruhen am Weißen Haus 2010

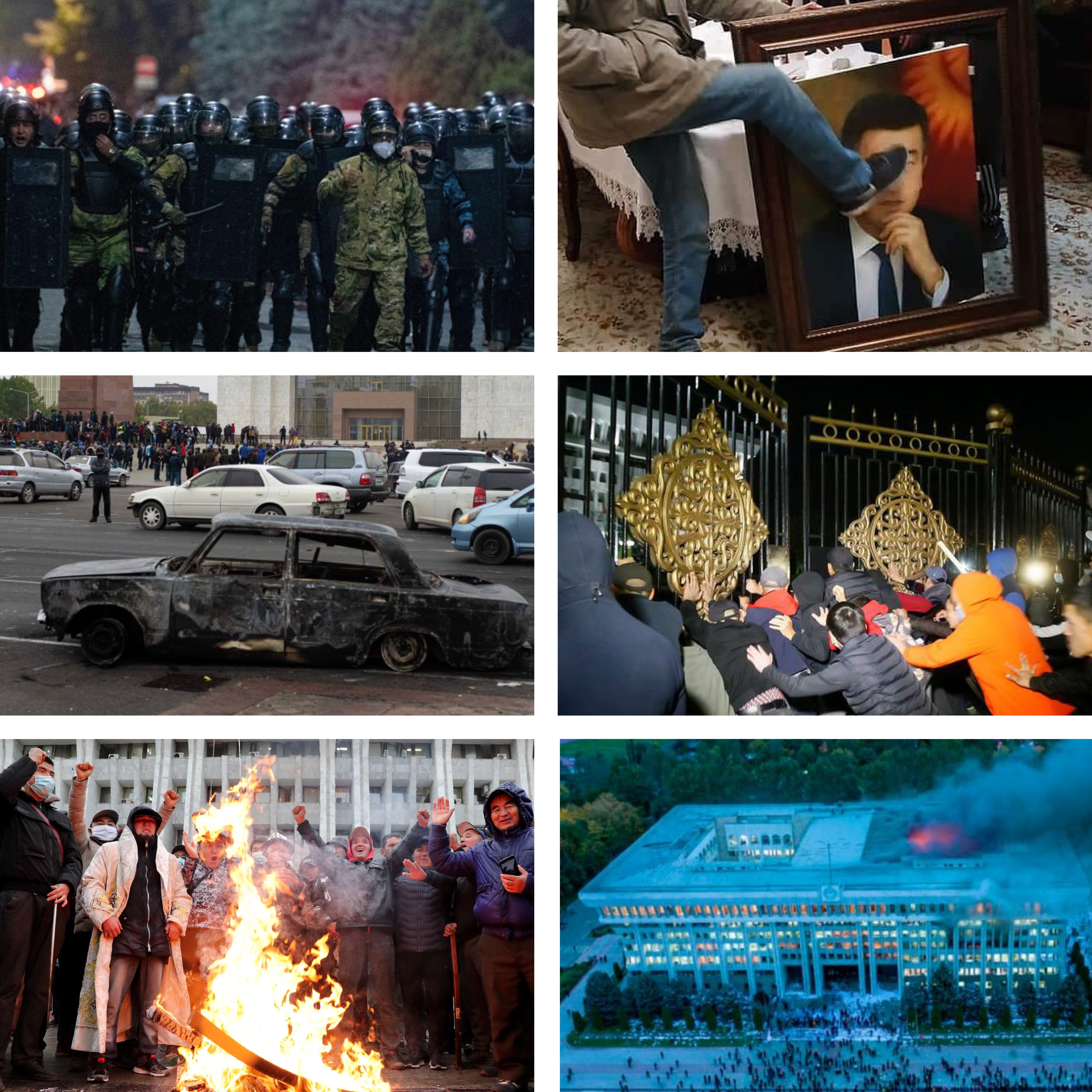
Die Proteste am weißen Haus 2020

### Unruhen 2010
Bei Unruhen im April 2010 gegen Präsident Bakijew versuchten Demonstranten vergeblich das Weiße Haus zu stürmen. 41 Demonstranten starben.

### Unruhen 2020
2020 fanden nach der Parlamentswahlen erneut Proteste statt, die den damaligen Präsidenten Sooronbai Dscheenbekow zum Rücktritt zwangen. Bei ihnen wurde auch das weiße Haus gestürmt.